# SF Reichenstein
SF Reichenstein, pełna nazwa Schachfreunde Reichenstein – szwajcarski klub szachowy z siedzibą w Reinach, zwycięzca Nationalligi A w 2006 roku.

## Historia
Klub powstał w 1972 roku i został nazwany na cześć zamku Reichenstein w Arlesheim. W latach 1999–2000 klub zajął piąte miejsce w Nationallidze A. W latach 2001–2003 zespół zajmował czwarte miejsce. W latach 2004–2005 uzyskano wicemistrzostwo. W roku 2006 SF Reichenstein zdobył mistrzostwo Nationalligi A. Kadrę drużyny stanowili wówczas m.in. Vlastimil Hort, Andriej Sokołow, Hansjürg Kaenel, Heinz Wirthensohn i Jean-Noël Riff. Ponadto w tym samym roku klub zadebiutował w Pucharze Europy. Po uzyskaniu czterech zwycięstw, jednego remisu i dwóch przegranych zespół zajął 14. miejsce w rozgrywkach. W 2007 roku zespół zajął czwarte miejsce w lidze, a w Pucharze Europy był 17. W sezonie 2008 uzyskano wicemistrzostwo ligi oraz 27. miejsce w Pucharze Europy. W latach 2009–2010 ponownie zdobyto wicemistrzostwo Nationalligi A. W 2011 roku SF Reichenstein uzyskał 46. lokatę w Pucharze Europy. W 2012 roku klub zajął drugie miejsce w lidze. W sezonie 2013 klub uczestniczył w Pucharze Europy. Odniesiono wówczas pięć zwycięstw, dzięki czemu klub zajął w rozgrywkach dziewiąte miejsce. Z kolei przed rozpoczęciem sezonu 2013 Nationalligi A SF Reichenstein wycofał zespół z ligi. 

## Arcymistrzowie w historii klubu
- Joseph Gallagher[18]
- Florin Gheorghiu[19]
- Vlastimil Hort[20]
- Władimir Łazariew[21]
- / Andriej Sokołow[18]